# Pseudoacontias unicolor
Espèce
Statut de conservation UICN

 VU D2 : Vulnérable
Pseudoacontias unicolor est une espèce de sauriens de la famille des Scincidae.

## Répartition

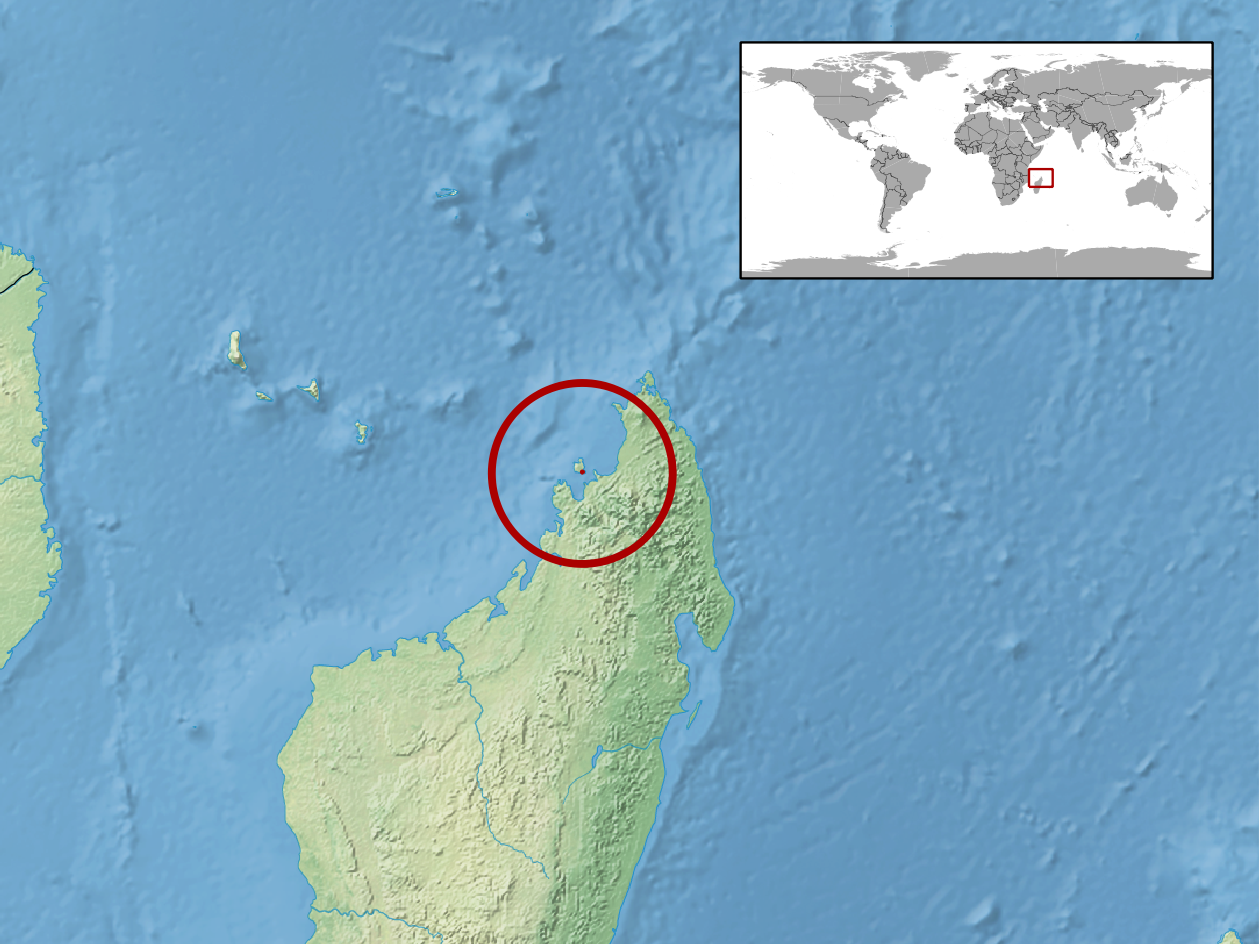
Répartition de l'espèce.

Cette espèce est endémique de l'île de Nosy Be à Madagascar.

## Étymologie
Le nom spécifique unicolor vient du latin uni, un seul, et de color, la couleur, en référence à la coloration uniformément grisâtre de ce saurien.

## Publication originale
- Sakata & Hikida, 2003 : A new fossorial scincine lizard of the genus Pseudoacontias (Reptilia: Squamata: Scincidae) from Nosy Be, Madagascar. Amphibia-Reptilia, vol. 24, no 1, p. 57-64.